# 37e corps d'armée (France)
Le 37e corps d'armée est un corps d'armée de l'armée française créé le 24 août 1914 et dissous le 10 janvier 1918. Il combat lors de la Première Guerre mondiale et occupe un secteur du front sur l'Aisne. Il est engagé des combats de mines sur la cote 108, puis en 1917 dans la bataille du Chemin des Dames. À la suite de la crise des effectifs, le corps d'armée est dissout le 10 janvier 1918.

## Création et différentes dénominations
- 24 août 1914 : 3e Groupement de Divisions d'Infanterie de Réserve Bis
- 5 septembre 1914 : Renommé 5e Groupement de Divisions d'Infanterie de Réserve
- 10 juin 1915 : Renommé 37e corps d'Armée
- 10 janvier 1918 : Dissolution

## Les chefs du37ecorpsd'armée
- 24 août 1914 : général Beaudenom de Lamaze
- 21 novembre 1914 : général Berthelot
- 23 janvier 1915 : général Loyzeau de Grandmaison
- 22 février 1915 : général Deprez
- 6 novembre 1915 : général de division Henri Wirbel
- 29 mai 1916 - 10 janvier 1918 : général Taufflieb

## Première Guerre mondiale

### Composition
- 10e Division d'Infanterie de janvier à juillet 1917
- 22e Division d'Infanterie de juillet 1916 à janvier 1917
- 55e Division d'Infanterie de janvier à juillet 1916
- 62e Division d'Infanterie de juillet 1917 à janvier 1918
- 63e Division d'Infanterie de juin 1915 à juillet 1916
- 69e Division d'Infanterie de juillet 1916 à janvier 1917
- 81e Division d'Infanterie de juillet 1917 à janvier 1918
- 158e Division d'Infanterie de janvier à juillet 1917
- 89e Division d'Infanterie Territoriale de juin 1915 à juillet 1917

Infanterie :
- 65e Régiment d'Infanterie Territoriale[1] de juin 1915 à janvier 1918
- 66e Régiment d'Infanterie Territoriale[1]de juin 1915 à janvier 1918

Cavalerie : 
- 25e Régiment de Dragons[2] de mai 1916 à janvier 1918
- État-Major et 4 escadrons du 10e Régiment de Dragons[3] de juillet 1917 à janvier 1918

Artillerie :
- 104e batterie de 58 du 5e Régiment d'Artillerie de Campagne de janvier à juillet 1916.
- 1 groupe de 75 du 5e Régiment d'Artillerie de Campagne de juillet[4] à décembre[5] 1916
- 1 groupe de 75 du 32e Régiment d'Artillerie de Campagne de juillet[4] 1916 à janvier 1917[6]
- 1 groupe de 90[7] du  32e Régiment d'Artillerie de Campagne de juin 1915 à juillet 1916[4]
- 1 groupe de 95[8] du 5e Régiment d'Artillerie de Campagne de juin 1915 à juillet 1916[4]
- 1 groupe de 95[9] du 32e Régiment d'Artillerie de Campagne de novembre 1915 à novembre 1916[10]
- 1 groupe de 105 du 101e Régiment d'Artillerie Lourde de janvier 1917 (création) à janvier 1918
- 1 groupe de 120L du 2e Régiment d'Artillerie Lourde de juin 1915 à janvier 1916[11]
- 1 groupe de 120L du 101e Régiment d'Artillerie Lourde de janvier 1916 à janvier 1918[11]

Génie :
- Compagnie 7/15T du 7e Bataillon du Génie de juin 1915 à janvier 1918
- Compagnie 4/19 du 1er Régiment du Génie de juin 1915 à janvier 1918
- Compagnie 19/3 du 2e Régiment du Génie de juin 1915 à janvier 1918
- Compagnie 13/25 du 4e Régiment du Génie de juin 1915 à janvier 1917
- Sapeurs du 7e Régiment du Génie de juin 1915 à janvier 1918
- Compagnie de sapeurs-télégraphistes du 8e Régiment du Génie de juillet 1916 à janvier 1918

### Historique

#### 1915 - 1916
- 10 juin : constitution par transformation du 5e Groupe de Divisions de Réserve en Corps d'Armée
- 10 juin 1915 - 6 février 1916 : occupation d'un secteur sur la rive gauche de l'Aisne, vers Condé-sur-Aisne, Pernant[12].
- 6 février 1916 - 19 janvier 1917 : occupation d'un secteur vers La Neuvillette et le bois de Beau Marais (inclus) :

Guerre de mines à la cote 108.
10 mars et 25 avril, combats aux bois des Buttes.
27 mars : limite droite ramenée vers Loivre.
18 septembre : limite droite ramenée vers l'ouest de Berry-au-Bac.
23 septembre : secteur étendu, à gauche, jusque vers Soupir.
23 décembre : secteur réduit, à droite, au moulin de Pontoy.
6 janvier 1917 : secteur réduit, à droite, jusque vers Troyon, et, le 18, étendu, à droite, jusqu'à la ferme d'Hurtebise.

#### 1917 - 1918
- 19 - 29 janvier : retrait du front ; mouvement vers Oulchy-le-Château ; repos.
- 29 janvier - 5 avril : occupation d'un secteur vers Chavonne, Pernant.

À partir du 18 mars, poursuite de l'ennemi (repli allemand).
Combats à Margival, Missy-sur-Aisne, le Pont Rouge, Laffaux et Vauxaillon.
23 mars : réduction du front, à droite, jusqu'à la Vesle. Puis organisation des positions conquises sur le front Quincy-Basse, Laffaux, confluent de la Vesle.
- 5 - 18 avril : préparatifs de l'offensive projetée[13].
- 18 - 21 avril : retrait du front, repos à Soissons.
- 21 avril - 10 août : organisation et occupation d'un secteur entre Jouy et la région nord-ouest de Nanteuil-la-Fosse.

5 et 6 mai, attaque des positions allemandes vers Allemant.
15 mai : secteur étendu, à gauche, jusque vers Quincy-Basse.
16 mai, 20 et 21 juin, engagements violents de part et d'autre.
18 mai : réduction, à droite jusqu'à la ferme Mennejean.
6 juin : réduction, à droite jusqu'à Vauxaillon.
- 10 - 14 août : retrait du front ; mouvement vers Guiscard.
- 14 août 1917 - 11 janvier 1918 : occupation d'un secteur vers La Fère, Moy, Urvillers.
- 11 janvier 1918 : dissolution[14].